# Wechselwirkung (Zeitschrift)
Die Zeitschrift Wechselwirkung: Technik – Naturwissenschaft – Gesellschaft war eine Zeitschrift, die zwischen 1979 und 1990 in Berlin verlegt wurde.
Sie verstand sich als ein „Diskussionsforum für Naturwissenschaftler, Ingenieure und Techniker in ihren politischen Aktivitäten“ Das Büro der Redaktion befand sich im Mehringhof in Berlin. Die Zeitschrift verfügte über zwanzig regionale Kontaktgruppen in der damaligen BRD, zweimal jährlich fanden bundesweite Treffen statt.

## Organisation
Die Initiative zur Gründung der Zeitschrift Wechselwirkung kam von einer Gruppe von Naturwissenschaftlern, die hauptsächlich an der Freien Universität Berlin bereits als Studenten zusammengearbeitet hatten. Die Gruppe lud am 10./11. Juni 1978 zu einem Treffen nach Berlin ein, auf dem die Ziele und Inhalte sowie die Konzeption der Zeitschrift diskutiert wurden. An dem Treffen nahmen gut 150 an einer solchen Zeitschrift Interessierte aus der ganzen Bundesrepublik Deutschland und West-Berlin teil. Es wurden eine zentrale Redaktion in West-Berlin gegründet und regionale Unterstützungsgruppen gebildet. Diese Gruppen arbeiteten der zentralen Redaktion in Berlin zu und sorgten für die Verbreitung in den jeweiligen Regionen.
In den Jahren danach bildeten sich ca. 20 regionale Gruppen in der ganzen Bundesrepublik: u. a. in Aachen, Bielefeld, Bonn, Braunschweig, Bremen, Essen, Frankfurt am Main, Hamburg, Hannover, Kiel, Köln, Marburg, München, Nürnberg, Oldenburg, Osnabrück, Reutlingen, Stuttgart und Wiesbaden.
Um mit der Herausgabe und Produktion der Wechselwirkung beginnen zu können, wurde 1978 der Verlag Reinhard Behnisch gegründet, der zum 1. Januar 1985 in die Wechselwirkung Verlag GmbH mit Reinhard Behnisch als Geschäftsführer überführt wurde. 1980 bezog die Redaktion Räume im Mehringhof im Westberliner Bezirk Kreuzberg, wo sie bis zum August 1990 ansässig blieb. Die Auflage erreichte 1989 eine Höhe von 7.500 gedruckten Exemplaren bei 5.000 Abonnenten und Abonnentinnen.
1990 wurde die Zeitschrift Wechselwirkung an das Aachener Ingenieurskollektiv remember eG übergeben. Dieses führte die Zeitschrift weiter. Später gab das Ingenieurkollektiv die Zeitschrift an den Aachener Physikprofessor Peter C. Bosetti (1948–2012) weiter, der sie dann mit der Schweizer Zeitschrift Vernetztes Denken fusionierte, bis diese eingestellt wurde.
Im Verlag der Wechselwirkung erschien auch im Jahr 1986 das Buch des amerikanischen Historikers David F. Noble Maschinenstürmer oder die komplizierten Beziehungen der Menschen zu ihren Maschinen in der Übersetzung von Paula Bradish.

## Programmatik
„Das Bild der Wissenschaft ist immer noch hochglänzend, unterhaltsam und ästhetisch ansprechend. […] Das Bild vom spektakulären Ergebnis verbirgt weiterhin Arbeitswirklichkeit des Labors und die Macht- und Interessenverhältnisse in der wissenschaftlich-technischen Produktion.“ So beschrieb die Redaktion der Wechselwirkung im Editorial der ersten Ausgabe die Motivation zur Herausgabe der Zeitschrift.
Während in Großbritannien und den USA schon seit mehreren Jahren kritische Fachzeitschriften für Ingenieure, Naturwissenschaftler und Techniker (Großbritannien: undercurrents, USA: Science for the People, Processed World, Niederlande: Revoluon) existierten, gab es im deutschsprachigen Raum nichts Vergleichbares – anders als etwa für die Berufsgruppen der Architekten, Pädagogen und Mediziner, die mit Arch+, PädExtra bzw. Dr. med. Mabuse zum damaligen Zeitpunkt bereits über alternative Diskussionsforen verfügten und somit als Vorbilder dienen konnten.

## Inhalte
Thematisch umriss die Redaktion die Inhalte der Zeitschrift mit folgenden Stichworten: Arbeitssituation und politische Sozialisation; Politische Praxis; Wissenschafts- und Fortschrittspolitik im Verwertungszusammenhang; Technik und ihre Auswirkungen; Naturwissenschaft, Technik und Ideologie.
Im April 1984 lud die Redaktion der Wechselwirkung befreundete, ausländische, technikkritische Zeitschriften zum jährlichen Treffen nach Berlin ein. Mit ihnen zusammen veranstaltete die Wechselwirkung einen internationalen Kongress „Sympathy for the Devil“ am 19. und 20. April 1984 in der TU Berlin. „›Sympathy for the Devil‹ drückt das ambivalente Verhältnis zur Computertechnologie aus. Wir haben versucht, aus verschiedenen Ländern Referenten einzuladen, die jeweils von ganz unterschiedlichen Standpunkten aus darüber berichten, wie in ihrem persönlichen Umfeld Computertechnik eingesetzt wird“, schrieb die Redaktion im Vorwort des Kongress-Readers.
Jede Ausgabe besaß ein Schwerpunktthema, das häufig von einer regionalen Gruppe oder Schwerpunktredaktion, die sich zu diesem Thema gegründet hatte, in eigener Verantwortung gestaltet wurde. Unter den zahlreichen Autoren und Autorinnen der Zeitschrift befanden sich u. a.
- Werner Bätzing
- Gernot Böhme
- Wolf-Michael Catenhusen
- Hermann H. Dieter
- Freimut Duve
- Hermann Glaser
- Imma Harms
- Karl Otto Henseling
- Lutz Hieber
- Regine Kollek
- Herbert Mehrtens
- Wolf-Dieter Narr
- Barbara Orland
- Jens Pukies
- Christina Thürmer-Rohr
- Ludwig Trepl
- Otto Ullrich

| Jahr | Ausgabe               | Schwerpunktthema                                                                        |
| ---- | --------------------- | --------------------------------------------------------------------------------------- |
| 1979 | Nr. 0, Februar 1979   | Soziale Auswirkungen neuer Technologien                                                 |
|      | Nr. 1, Mai 1979       | Chemie und Umwelt                                                                       |
|      | Nr. 2, August 1979    | Ingenieure im Beruf                                                                     |
|      | Nr. 3, November 1979  | Technologietransfer – Neokolonialismus oder alternative Entwicklungsstrategie           |
| 1980 | Nr. 4, Februar 1980   | Im Dienst an Volk und Rasse – Technik und Naturwissenschaft im Faschismus               |
|      | Nr. 5, Mai 1980       | Naturwissenschaft in der Schule                                                         |
|      | Nr. 6, August 1980    | Humanisiert – angeschmiert. Das staatliche Programm zur Humanisierung des Arbeitslebens |
|      | Nr. 7, November 1980  | Datenverarbeitung – Ein Mittel gesellschaftlicher Kontrolle                             |
| 1981 | Nr. 8, Februar 1981   | Berechnen oder Begreifen? Feministische Kritik an Naturwissenschaft und Technik         |
|      | Nr. 9, Mai 1981       | Wettdenken für den Krieg – Wer zuerst schießt, stirbt als zweiter                       |
|      | Nr. 10, August 1981   | Sand oder Rädchen – Erfahrungen im Getriebe von Wissenschaft und Technik                |
|      | Nr. 11, November 1981 | Biotechnologie – Leben als Produktivkraft                                               |
| 1982 | Nr. 12, Februar 1982  | China – Widersprüche zwischen Gesellschaft und Natur                                    |
|      | Nr. 13, Mai 1982      | Science Fiction – Aufbruch ins Nichts                                                   |
|      | Nr. 14, August 1982   | Technische Kommunikation – Kanalisierung der Sinne                                      |
|      | Nr. 15, November 1982 | Mathematik – Mathematisierung                                                           |
| 1983 | Nr. 16, Februar 1983  | EDV: Vandalismus & Sabotage                                                             |
|      | Nr. 17, Mai 1983      | Technik im Haushalt                                                                     |
|      | Nr. 18, August 1983   | Das Meer – Die letzte Kolonie                                                           |
|      | Nr. 19, November 1983 | Industriekultur – Den Dingen lauschen                                                   |
| 1984 | Nr. 20, Februar 1984  | 1984: Die große Vereinfachung                                                           |
|      | Nr. 21, Mai 1984      | Ökologische Perspektiven & grüner Alltag                                                |
|      | Nr. 22, August 1984   | Technik beurteilen – Technik verändern                                                  |
|      | Nr. 23, November 1984 | Mindestens unhaltbar – Nahrung                                                          |
| 1985 | Nr. 24, Februar 1985  | Gewerkschaften und Technik. Ein neues Verhältnis?                                       |
|      | Nr. 25, Mai 1985      | Im Osten nichts Neues? Naturwissenschaft und Technik in der DDR                         |
|      | Nr. 26, August 1985   | Neue Weltbilder                                                                         |
|      | Nr. 27, November 1985 | Künstliche Intelligenz                                                                  |
| 1986 | Nr. 28, Februar 1986  | Äußerer Zwang – innere Einstellung. Industriearbeit im Wandel                           |
|      | Nr. 29, Mai 1986      | Frostban – Eisige Zeiten für Genfirmen?                                                 |
|      | Nr. 30, August 1986   | Energie – Alternativen gesucht                                                          |
|      | Nr. 31, November 1986 | Schule und Computer                                                                     |
| 1987 | Nr. 32, Februar 1987  | Abfedern: Vier Jahre Bonner Technikpolitik                                              |
|      | Nr. 33, Mai 1987      | High-Tech und »Dritte Welt«                                                             |
|      | Nr. 34, August 1987   | Am Versorgungsstrang ziehen. Andere Wege in der Haustechnik und Energiepolitik          |
|      | Nr. 35, November 1987 | Vom Störfaktor zum Partner »Mensch und Technik«: Neu inszeniert                         |
| 1988 | Nr. 36, Februar 1988  | Ruf doch mal an. Die Post und ihre Pläne                                                |
|      | Nr. 37, Mai 1988      | Die Last der Verantwortung – Das Kreuz mit der Ethik                                    |
|      | Nr. 38, August 1988   | Weltbank: Auf Schuldenbergen wächst nichts mehr                                         |
|      | Nr. 39, November 1988 | Der Geist unserer Zeit – 10 Jahre Wechselwirkung                                        |
| 1989 | Nr. 40, Februar 1989  | Gegenwissenschaft: Ausweg oder Sackgasse?                                               |
|      | Nr. 41, Mai 1989      | Einleiten: Maßnahmen statt Dreck – Deponie Nordsee                                      |
|      | Nr. 42, August 1989   | Perestroika – Neue Wege der Forschungspolitik                                           |
|      | Nr. 43, Dezember 1989 | Umweltgifte: PVC-Dioxin-Pestizide                                                       |
| 1990 | Nr. 44, Februar 1990  | »Ja mach nur einen Plan ...« Der Traum von der planbaren Fabrik                         |